# Międzynarodowa Federacja Golfa
Międzynarodowa Federacja Golfa (ang. International Golf Federation, skrót IGF) – międzynarodowa organizacja pozarządowa, zrzeszająca 132 narodowych federacji golfa.

## Historia
Federacja o nazwie World Amateur Golf Council została założona w 1958 roku przez 35 amatorskich federacji narodowych. W 2003 została zmieniona nazwa na IGF - International Golf Federation.
Golf był wcześniej już sportem olimpijskim na Igrzyskach w 1904 roku w Saint Louis (USA), kiedy Stany Zjednoczone i Kanada były jedynymi rywalizującymi krajami. Globalizacja sportu spowodowała, że po kilku nieudanych próbach sport po 112 latach nieobecności został włączony do Igrzysk Olimpijskich 2016 i zostanie włączony do Igrzysk Olimpijskich 2020.

## Członkostwo
- MKOl (od 2009 roku)
- ARISF
- GAISF
- IWGA

## Mistrzostwa świata
dla mężczyzn:
- Masters Tournament.
- PGA Championship.
- U.S. Open w golfie.
- The Open Championship.

dla kobiet:
- ANA Inspiration.
- U.S. Women's Open.
- Women's PGA Championship.
- Women’s British Open.
- The Evian Championship.